# Stipagrostis pungens
Drinn
Espèce
Synonymes
- Aristida pungens Desf. (basionyme)[1]
- Arthratherum pungens (Desf.) P.Beauv.[1]
- Stipagrostis pungens subsp. pubescens (Henrard) H.Scholz[1]

Stipagrostis pungens, le Drinn,  est une espèce de plantes monocotylédones de la famille des  Poaceae  et du genre Stipagrostis. Cette grande graminée sauvage constitue de vastes pâtures homogènes et abondantes dans les ergs stabilisés du Sahara et du Moyen-Orient et représente une plante fourragère importante pour l'alimentation des Camélidés ainsi qu'une céréale non négligeable pour l'alimentation humaine. Elle forme des touffes vivaces, denses, aux feuilles piquantes et se reconnaît à ses épillets munis d'arêtes divisées en trois, blanches et plumeuses.

## Nomenclature
Sous forme d'herbage, la plante est nommée « Drinn », « Sbott » et « Sebot » en arabe ainsi que « Toulloult » en tamachek, la langue des Touaregs. Sous forme de grain, elle est nommée en arabe « Ioul » et en tamachek « Oulloul ». Le nom vernaculaire « Drinn » est également utilisé en français.

## Description

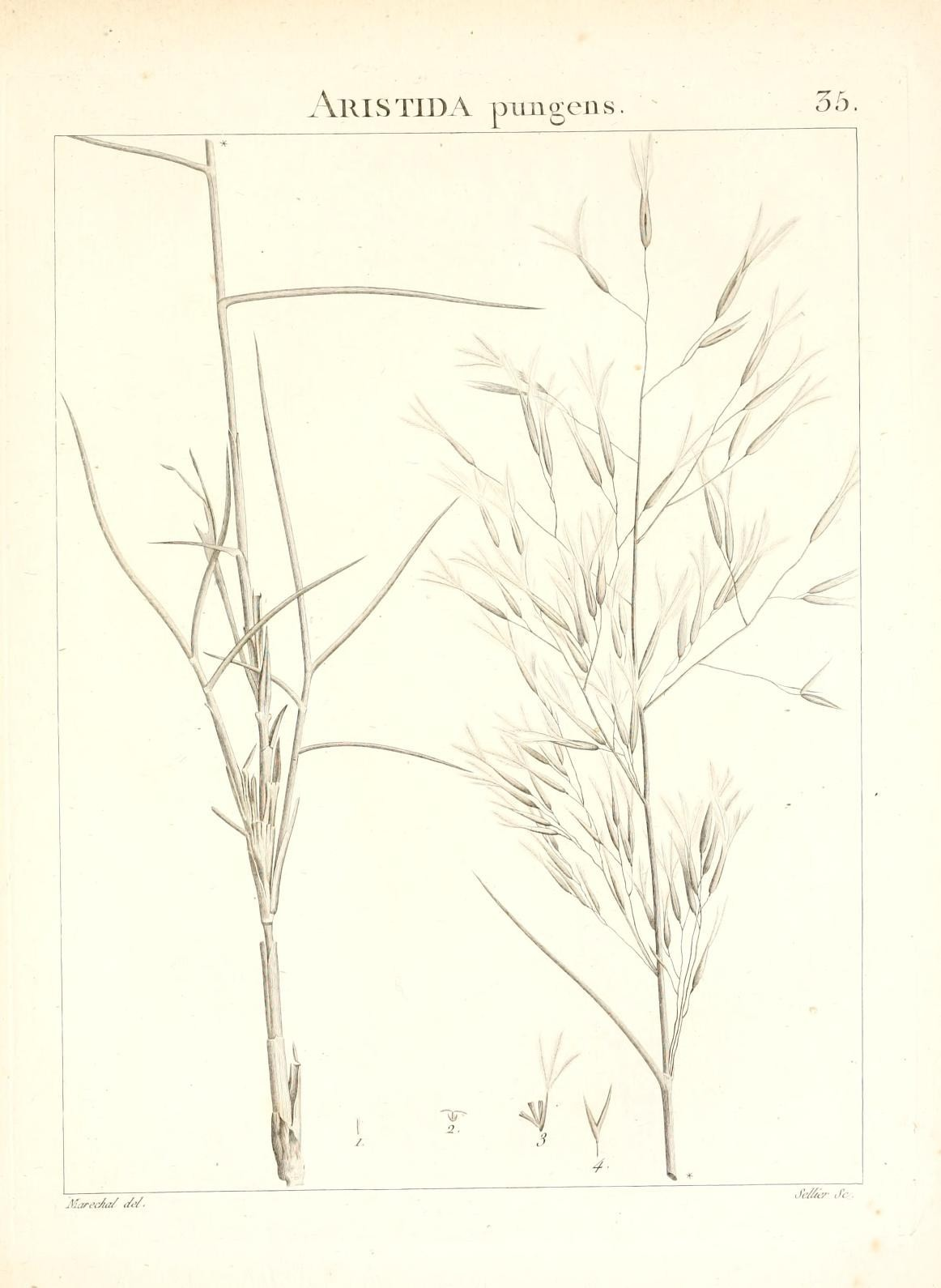
Stipagrostis pungens

Stipagrostis pungens est une plante vivace cespiteuse et robuste mesurant de 1 m et 1.70 m, à rhizome long. Oblique et rameuse; elle présente une gaine inférieure roussâtre, des feuilles sclérophylles très rigides piquantes au sommet, enroulées en long et souvent flexueuses. 
La ligule se présente sous la forme d'une frange de poils, le limbe des feuilles, mesurant de 15 à 30 cm de long pour 2 à 3 mm de large est particulièrement coriace, raide et piquant en bout, coloré d'un vert glauque et sa surface est garnie de rangées de poils adaxiales.
L'inflorescence est une panicule contractée, linéaire ou lancéolée mesurant de 10 à 20 cm de long pour 2 à 3 cm de large ; les épillets sont solitaires, lancéolés mesurent 14 à 15 mm de long, les fertiles étant portés par des pédicelles et comprenant un fleuron barbu et aigu d'1 mm de long. La glume est persistante, dépasse l'apex des fleurons, l'inférieure longue de 13 mm, la supérieure longue de 0,8 à 0,9 mm.

Stipagrostis pungens, le Drinn
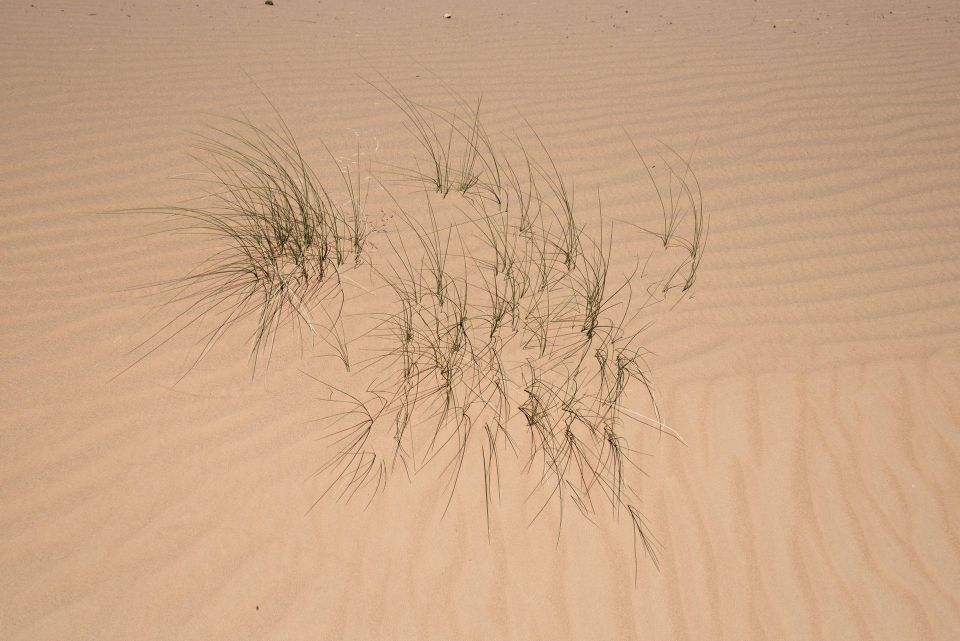
Jeunes pousses (Ain Chouater, Maroc)
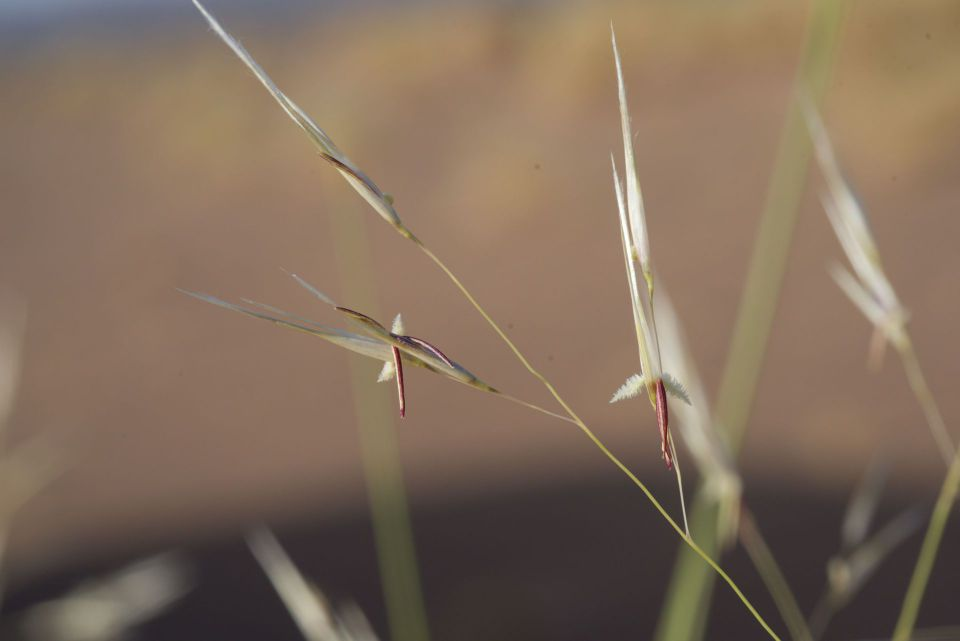
Fleur (Mharech, Maroc)
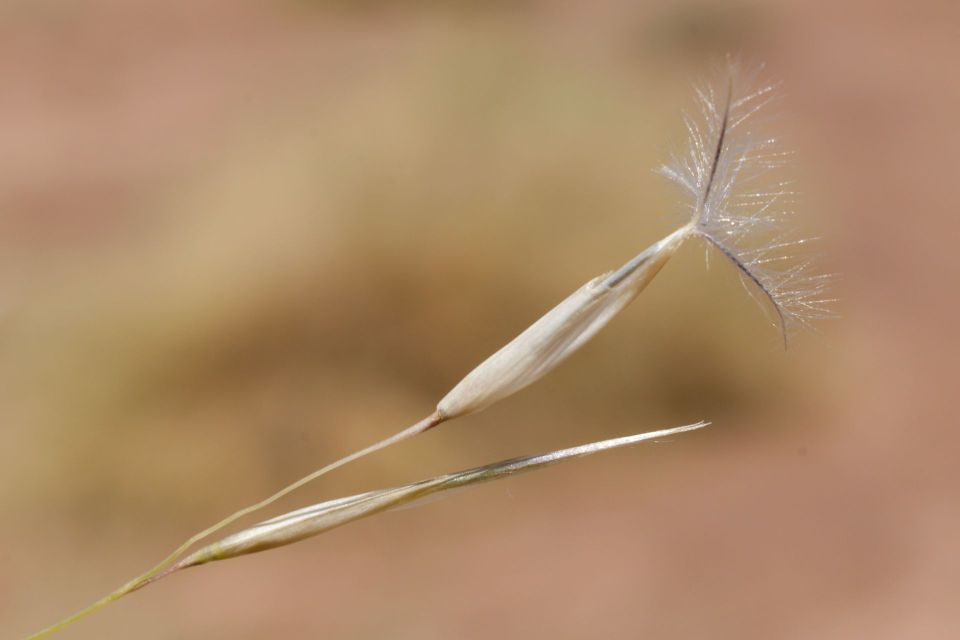
Fruit (Tazarine, Maroc)
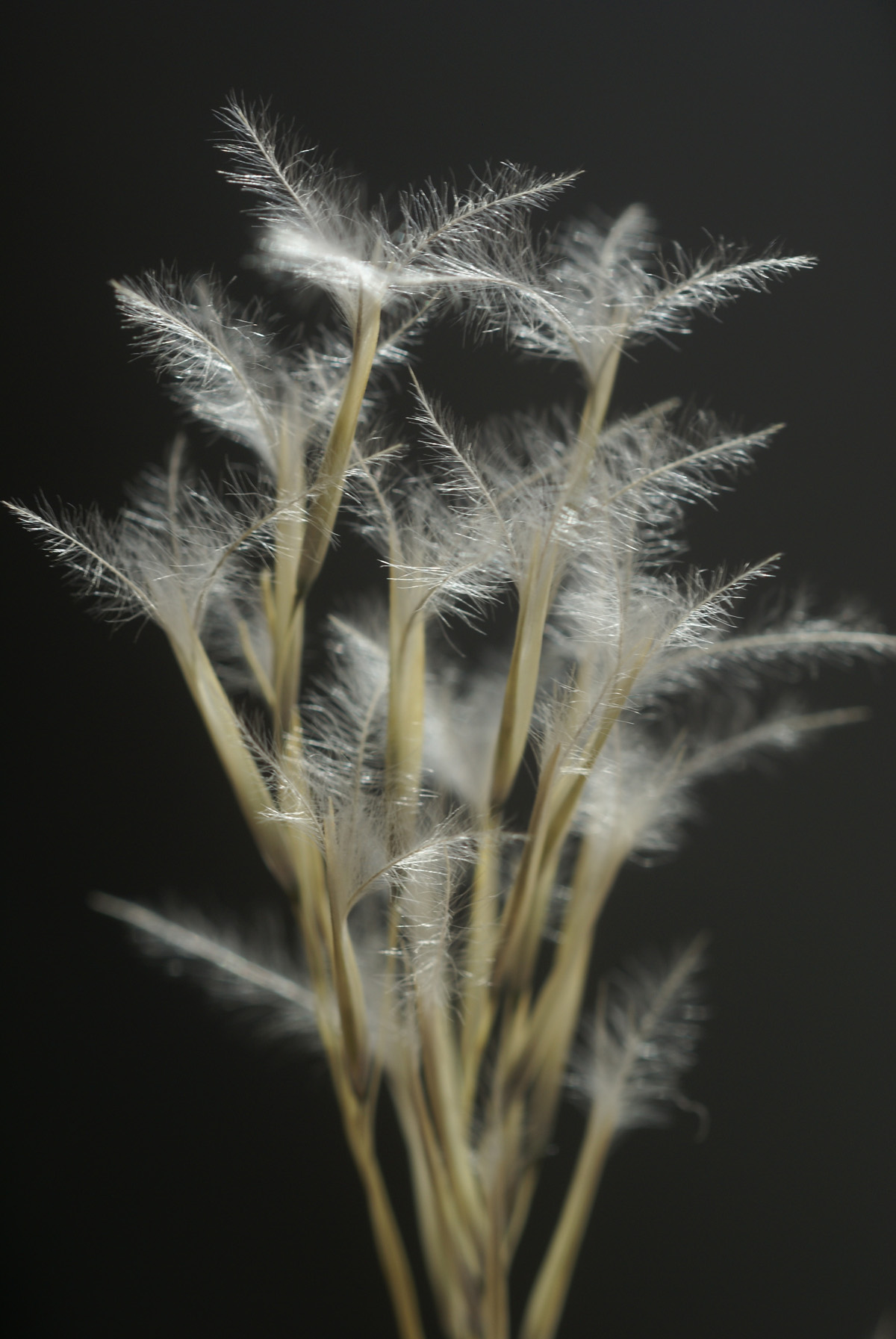
Panicule en fruits (Tunisie)

## Espèce proche
Stipagrostis vulnerans (Trin. & Rupr.) De Winter est une espèce morphologiquement et écologiquement proche de Stipagrostis pungens. Également nommée « Drinn » et « Sbott », elle est propre aux régions tropicales du Sahara méridional, de la Mauritanie au Tchad alors que S. pugens est répandue sur l'ensemble du Sahara et du Moyen-Orient.

## Biologie

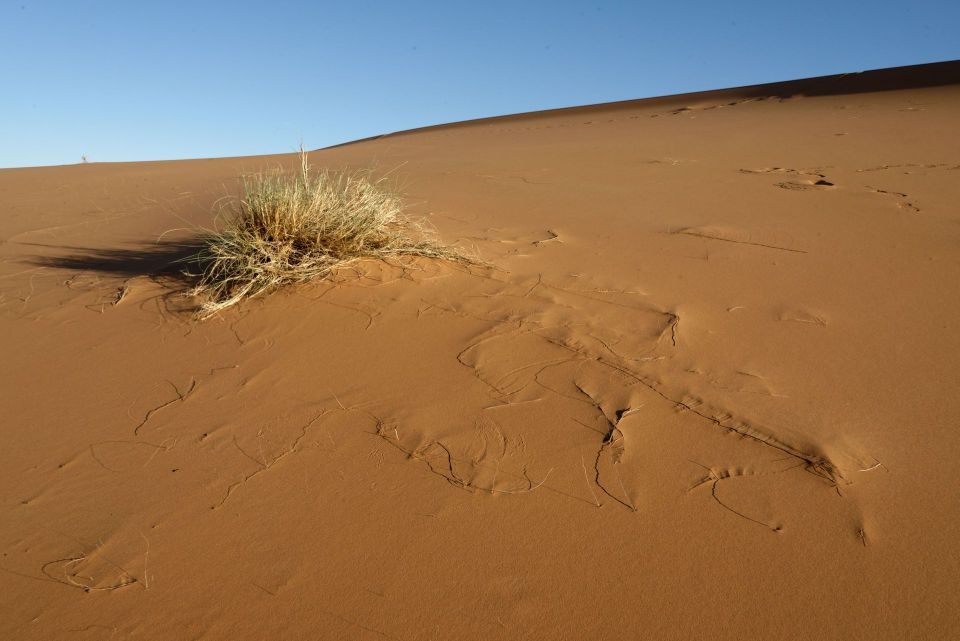
Stipagrostis pungens dont le réseau racinaire superficiel est déchaussé par le vent (erg Chebbi, Maroc)

La croissance végétale de Stipagrostis pungens a lieu principalement au printemps, et le stade de reproduction s'étend de la fin du printemps à juin. La viabilité des semences est d'environ 43 mois. La plante pousse là où le sable est mobile et peut germer dans des conditions d'humidité du sol très défavorables et à des profondeurs qui peuvent être très variables. La germination est complètement inhibée en dessous de 10 °C, la température optimale étant de 25 °C en trois jours ; à cette dernière condition, le taux de germination est d'environ 83%. Une fois qu'il a germé, le semis peut avoir un taux d'allongement des racines très rapide pour compenser le drainage rapide de l'eau, et peut rester émergé au-dessus du sable qui a tendance à enterrer son système racinaire, en partie grâce à des racines adventives constamment renouvelées.

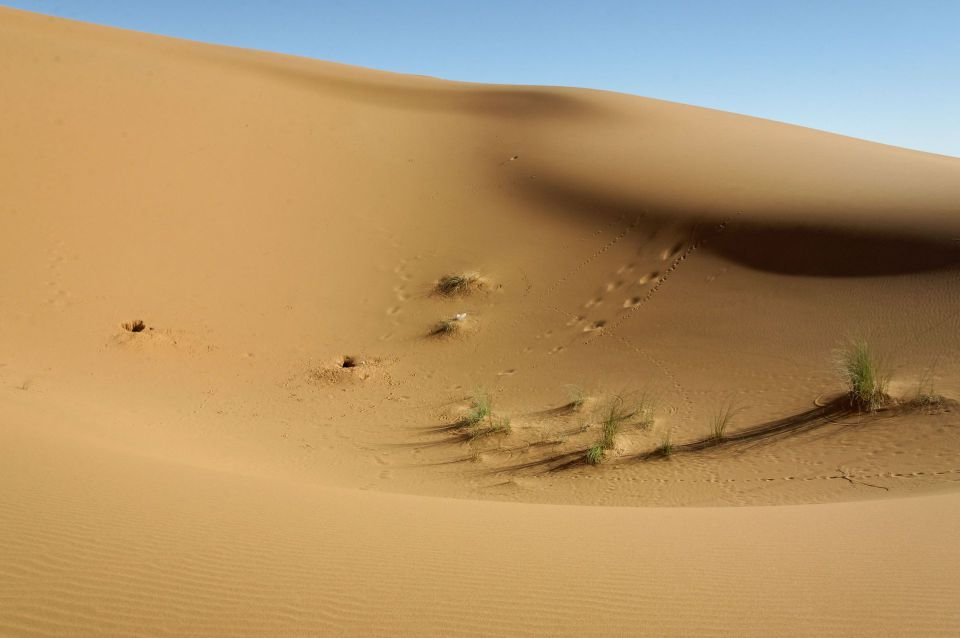
Dunes stabilisées permettant au Drinn de s'implanter et au Fennec de creuser son terrier (Merzouga, Maroc).

À maturité, le système racinaire de Stipagrostis pungens s'étend latéralement sur un rayon de plus de 20 m autour de la plante. Les racines sont recouvertes d'une gaine sableuse sur toute leur longueur, d'où émergent des poils racinaires qui sécrètent du mucilage facilitant le passage de la racine à travers les grains de sable et ayant une puissante propriété d’absorption de l'humidité du sol. Cette adaptation aux conditions xérothermiques extrêmes est une stratégie efficace et permet à la plante de dominer son biotope. Elle constitue souvent la seule plante sur de grandes étendues et peut résister jusqu'à 4-5 ans de sécheresse
Même si la plante supporte une légère pression de pâturage, elle ne tolère pas de fortes et longues perturbations. Cette espèce contribue à stabiliser les stations sableuses et permet ainsi l'implantation d'un cortège floristique et faunistique psammophile typique des steppes sahariennes.
Cette espèce peut constituer des foyers de développement importants du Criquet pèlerin, notamment lorsqu'elle est associée au Chou du désert et aux Tribulus, les larves s'en nourrissant et les adultes s'y protégeant et s'y agrégeant

## Écologie et répartition

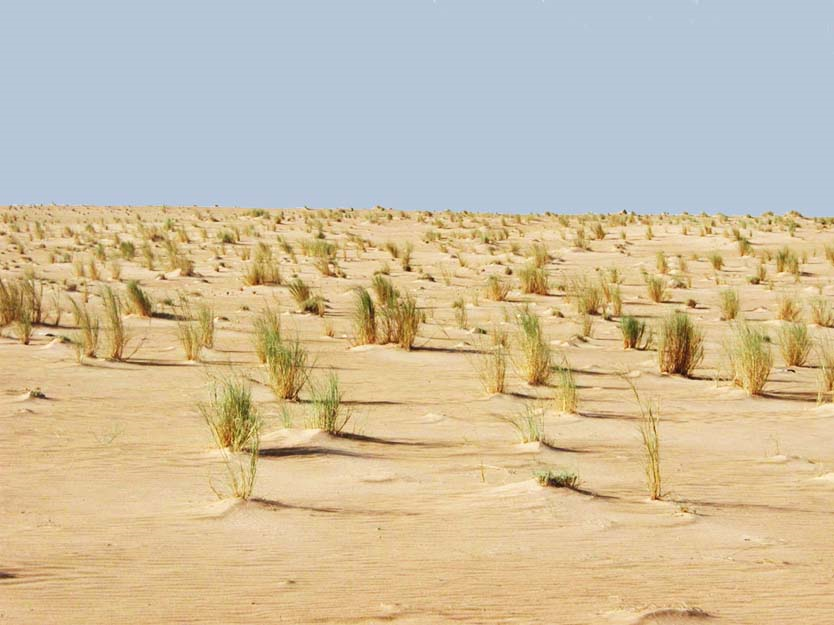
Steppe homogène de Drinn (Ouargla, Algérie)

Stipagrostis pungens est particulièrement répandue dans les ergs au sable profond et stabilisé, les lits des oueds asséchés et les steppes arides. Elle apprécie également le gypse. Dans la savane à acacia, le Drinn se rencontre plutôt dans les terrasses où s'accumule le sable transporté par le vent alors que Panicum turgidum préfère les sables alluvionnaires du lit des oueds.
Cette espèce est présente sur deux zones distinctes : en Afrique saharienne (Maroc, Sahara occidental, Mauritanie, Algérie, Tunisie, Libye, Tchad, Niger) et au Moyen-Orient (Iran, Turkménistan, Afghanistan). Elle est considérée comme invasive en Inde.

## Usages
Cette espèce joue un rôle important dans la vie des peuples saharien. Lors de la floraison, il s'agit d'un excellent fourrage pour les Camelidés et autres herbivores domestiques comme les moutons et sauvages tels que les gazelles. Le grain est également récolté et utilisé, comme celui de Panicum turgidum, pour l'alimentation humaine et celle des chevaux, pour lesquels il a la même valeur alimentaire que l'Orge commune. Les feuilles tressées donnent des cordes servant surtout à fabriquer des entraves pour les chameaux. La plante est également utilisée en médecine populaire pour traiter la constipation, les maux d'estomac, l'indigestion et la cicatrisation des plaies. Les parties aériennes de cette plante ont été utilisées pour l'étude de l'activité antimicrobienne. Stipagrostis pungens a également un rôle potentiel à jouer dans la prévention et l'atténuation des effets de la sécheresse, l'amélioration de la fixation des sols ainsi que la restauration des pâturages.

### Intérêt pastoral

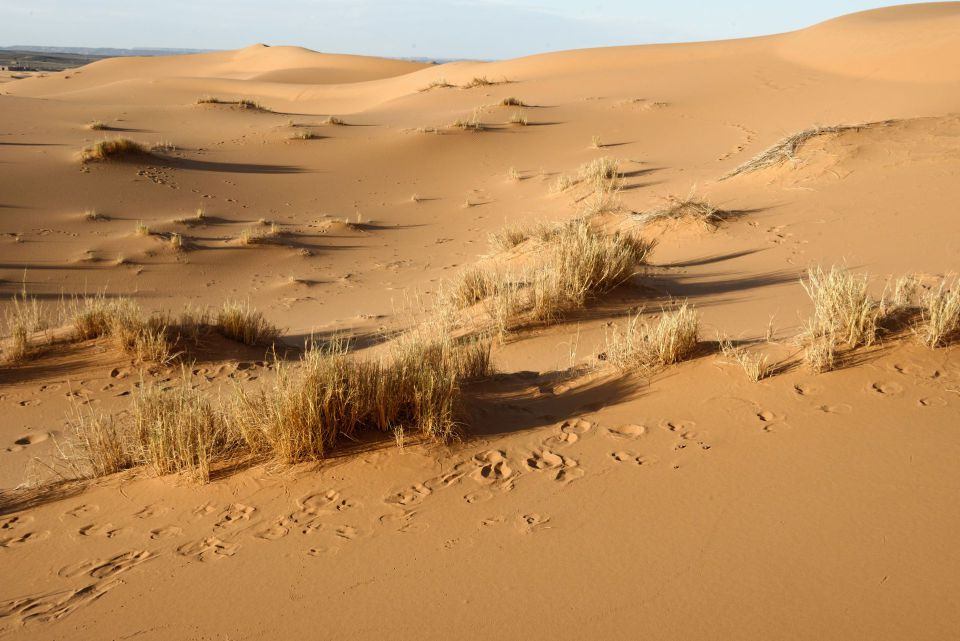
Empreintes de Dromadaire ayant brouté du Drinn dans l'erg Chebbi (Maroc) où il constitue l'unique ressource alimentaire lors des randonnées touristiques.

Le Drinn constitue l'une des plantes fourragère essentielles du Dromadaire du fait de sa grande fréquence, de sa forte résistance à la sécheresse et de son appétence qui perdure une grande partie de l’année. Elle est même l'unique ressource disponible lors des années de disette où l'animal consomme presque toute la plante, mise à part les 20 à 30 cm de chaumes. Elle peut être consommée sèche presque exclusivement sur de longues périodes et nourrit également sous forme de fourrage grossier Ovins, Caprins, et plus rarement Bovins. Le Drinn est également commercialisé clandestinement aux mêmes titre et prix que le foin.
Le Drinn montre un recouvrement plus dense en fin printemps-début d'été et plus faible en hiver. Sa biomasse varie de 900 kg de matière sèche par hectare en Mauritanie à 2500 kg en Ouargla (Algérie), ses valeurs nutritives sont équivalentes à du fourrage grossier de culture et sa valeur énergétique est plus élevée pour le dromadaire que pour les ovins, qui le digèrent moins bien. La charge annuelle d'un dromadaire varie de 1 hectare de Drinn en Ouargla contre de 1,2 à 3 ha en Mauritanie.